# Sabri Khan

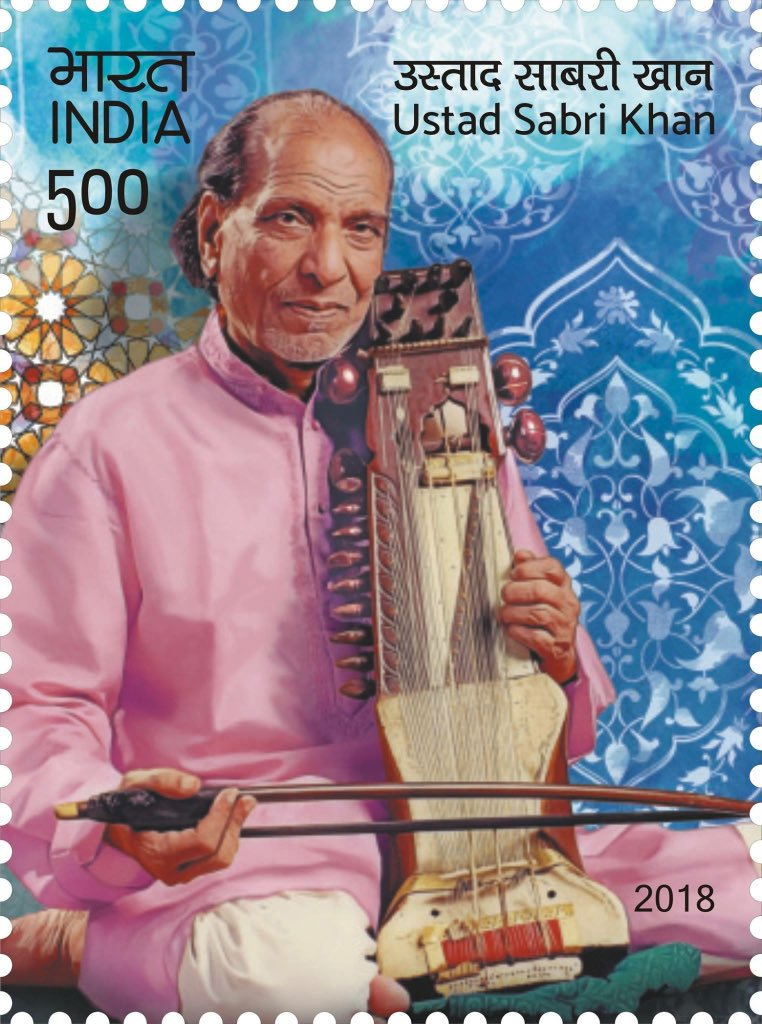
Sabri Khan

Sabri Khan (* 21. Mai 1927; † 1. Dezember 2015) war ein indischer Sarangispieler.

## Leben
Sabri Khan, der einer Musikerfamilie entstammte, wurde von seinem Vater Chaju Khan, seinem Großvater Haji Mohammed Khan und seinem Onkel Laddan Khan unterrichtet und stand in der Tradition der Senia Moradabad Gharana, die auf Tansen, Hofmusiker am Hof des Mogulkaisers Akbar I., zurückgeht. Er war einer der bedeutendsten Begleitmusiker in der zweiten Hälfte des 20. Jahrhunderts und trat mit den prominentesten indischen Sängern auf.
Auf Tourneen durch zahlreiche westliche Länder machte er sein Instrument auch dort bekannt. Über Jahrzehnte arbeitete er für All India Radio, wo er 1970 auch mit dem Geiger Yehudi Menuhin auftrat. Ausgezeichnet wurde er u. a. mit dem Sahitya Kala Parishad, dem Sangeet Natak Academy Award, dem Padma Shri und dem Padma Bhushan. Die Indische Post gab 2018 eine Briefmarke mit seinem Porträt heraus. Auch sein Sohn Kamal Sabri und sein Enkel Suhail Yusuf Khan wurden als Musiker bekannt.

## Diskographie
(Quelle: )
- Raga Darbari • Raga Multani, 1991
- Indian Sarangi And Tabla Recital (Sabri Khan, Sarwar Sabri), 1991
- The Family Tradition, 1991
- The Tradition Of Khyal On Sarangi 1, 1995
- The Art Of The Indian Sarangi, 1997
- Indian Sarangi Recitals, 1999
- Sarangi Maestro, 1999
- Saaz Sarangi, Vol. 1 (Sabri Khan, Ram Narayan & Ustad Sultan Khan), 2002 (Single)
- Saaz Sarangi, Vol. 2 (Sabri Khan, Ram Narayan & Ustad Sultan Khan), 2005